# Gerynia
Gerynia (ukr. Гериня) – wieś na Ukrainie, w  obwodzie iwanofrankiwskim, w rejonie dolińskim.
W czasie okupacji niemieckiej mieszkająca tutaj polsko-ukraińska rodzina Raduchiwskich udzielała pomocy Żydom, za co w 2001 roku Instytut Jad Waszem uhonorował Michała i Mariję Raduchiwskich oraz ich syna Mychajła tytułami Sprawiedliwych wśród Narodów Świata.